# Pere Pons
Pere Pons Riera (Sant Martí Vell, 20 de fevereiro de 1993) é um futebolista espanhol que atua como volante. Atualmente, defende o AEK Larnaca, do Chipre.

## Carreira
Pons juntou-se à formação jovem do Girona em 2002, aos nove anos de idade.
Em 13 de setembro de 2012, Pons fez sua estreia no time principal, entrando no segundo tempo em uma derrota por 2–0 para o Sporting de Gijón na Copa del Rey. Três dias depois, ele estreou pela primeira vez na Segunda Divisão Espanhola, em uma vitória por 5–0 sobre o Las Palmas.
Pons marcou seu primeiro gol profissional em 6 de outubro de 2013, marcando no empate por 1–1 contra o Sabadell. Em 29 de janeiro de 2014, foi emprestado ao Olot, da Segunda B, até junho; depois, retornou ao Girona no verão e foi escolhido como capitão do time pelo técnico Pablo Machín.
Em 21 de novembro de 2014, Pons renovou seu contrato com o clube, assinando até 2017. Ele contribuiu com dois gols em 38 jogos durante a temporada 2016-17, quando o Girona foi promovido para a La Liga.
Em 15 de agosto de 2017, Pons renovou com o Girona até 2020. Ele fez sua estreia na primeira divisão quatro dias depois, sendo titular em um empate em casa por 2–2 com o Atlético de Madrid.

### Alavés
Em 4 de julho de 2019, após ser rebaixado com o Girona, Pons assinou por três anos com o Alavés, que na época disputava a primeira divisão.

### Carreira internacional
Em 28 de dezembro de 2016, Pons fez sua estreia pela equipe nacional da Catalunha no empate por 3–3 com a Tunísia.

## Títulos
- Supercopa da Catalunha: 2019[8]